# 搞定岳父大人 (2012年电影)
《搞定岳父大人》，2012年8月3日在中国大陆上映的喜剧电影，导演李海蜀，主演徐峥、林鹏、许绍雄、李凤绪。讲述了一个小伙子努力获得未来岳父认可的过程，并由此发生的一系列故事。